# 市谷本村町
市谷本村町（いちがやほんむらちょう）は、東京都新宿区の町名。住居表示実施済み地域であり、「丁目」の設定がない単独町名である。

## 地理
新宿区の東部に位置し、牛込地域の南東部にあたる。町域の北は新宿区市谷薬王寺町及び市谷加賀町、東は同区市谷左内町及び市谷八幡町にそれぞれ接する。町域の南東部は旧江戸城外堀を境に千代田区五番町に接し、町域の南は靖国通りを境に新宿区四谷本塩町・四谷坂町・片町に、西は外苑東通りを境に同区市谷仲之町に接する。
町域は広いが、防衛省および警察関係の基地が大半を占めている。防衛省以外に西部の防衛省薬王寺門脇に、警視庁第五機動隊と警視庁特科車両隊がある。南西部は中央大学市ヶ谷キャンパスがあり、民家はない。北部は、財務省や国立印刷局等の政府関連施設などが置かれていたが、現在は一部を除いて防衛省等が使用している。市谷仲之町交差点付近に高層賃貸マンション「ザ・センター東京」(426戸)や「本村町レジデンス」(84戸)がある。南部の靖国通りと外堀通りに挟まれた区域には、各種ビルや商店に混じって少数の民家がある。

## 歴史

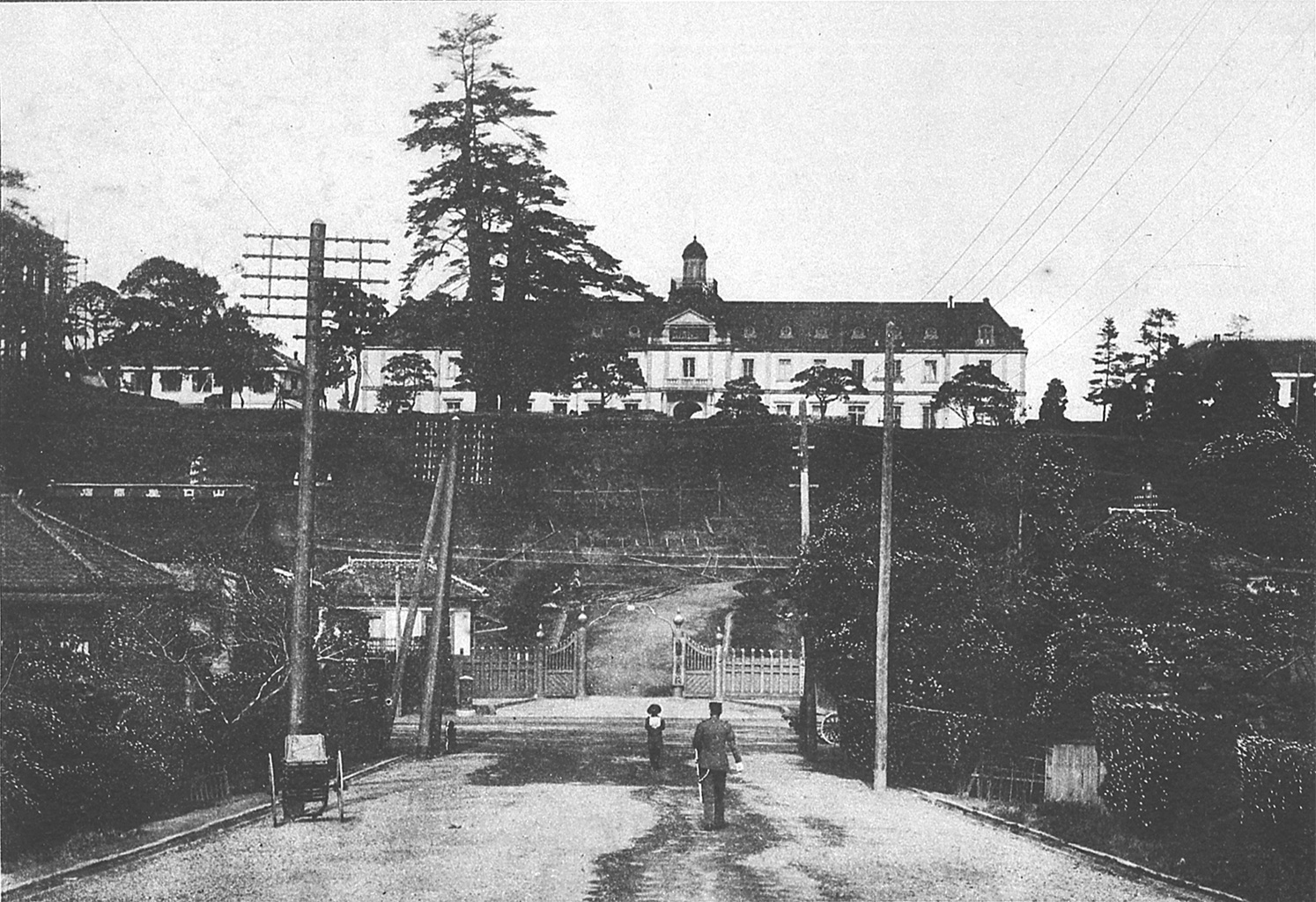
1907年（明治40年）当時、市ヶ谷台の陸軍士官学校本部（奥）と正門（手前）。「市ヶ谷台上」とも称されていた通り陸士は台地に置かれ、この丘は現在の防衛省市ヶ谷地区にも残り陸士跡に建つ防衛省市ヶ谷庁舎も丘の上にある。本部と正門の間にある坂が武窓用語における「極楽坂」と「地獄坂」

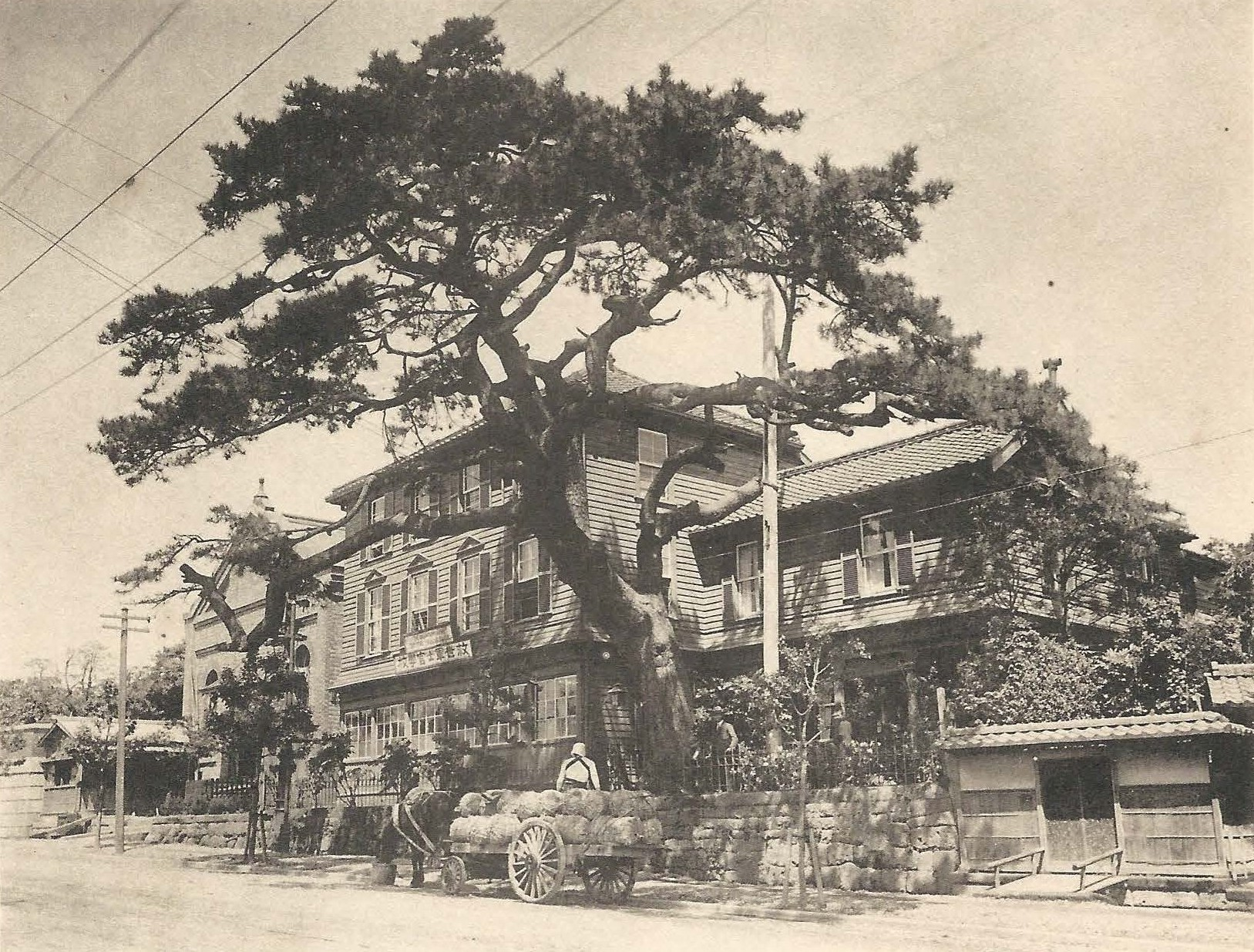
市谷高力松（東京府史蹟名勝天然記念物調査報告書2・1924）

町名は、市谷の「本村」であったことによると考えられる。正和元年(1312)の鶴岡八幡宮文書に「市谷孫四郎」という人物が見えることから、このあたりは鶴岡八幡宮の所領であり、市谷亀岡八幡宮が勧請されたものと推定されている。本村町は市谷亀岡八幡宮の氏子区域である。
江戸時代、町域の大半は尾張徳川家上屋敷で占められていた。外堀通りの高力坂上から防衛省正門前へ通じる車道で分断された南西側の低地部分も本村町の一部であったが、1880年に四谷区に編入されて四谷区本村町となり、行政区画上は牛込区の市谷本村町から分離した。尚、四谷区の本村町は、1943年に四谷塩町一丁目・七軒町と統合されて「本塩町」という合成地名となった。1881年に市ヶ谷田町四丁目を編入。
河田町・富久町から流れだす紅葉川と呼ばれた細流が合羽坂を経て市谷見附付近で外堀に合流し、飯田橋の方へ流れており、この流れが尾張藩邸の南縁となり、道路をはさんだ北側は御先手組屋敷と民地となっていた。関東大震災以後の帝都復興事業の中で、旧紅葉川に沿った道路を拡幅して青梅街道につながる靖国通りが造成されたが、軍用地に向き合う片側町であったため、商業には不向きな寂しい地域であることに変わりはない。
靖国通りと外堀通りにはさまれた地域も、民家はあるが、外堀に面した片側町であり、江戸時代には辻斬りの噂が出るような寂しい通りであった。外堀に沿って四谷見附に向かう途中、本塩町の雪印乳業本社手前で大きくカーブをえがくところが高力坂(こうりきざか)で、旗本高力邸跡には「高力松」と呼ばれる名木が残り、外堀越しに遠望できたことからランドマークとして大正時代まで地域のシンボルになっていた。
尾張藩邸跡一帯は明治時代以降、陸軍士官学校が置かれていたが、規模拡大のため1937年に陸軍士官学校（本科）は座間（相武台）に移転。さらに1941年9月には残っていた陸軍予科士官学校も朝霞（振武台）に移転した。かわって同年12月8日から15日にかけて、陸軍省、参謀本部（大本営陸軍部）、教育総監部、陸軍航空総監部の省部が三宅坂一帯からこの陸士跡地に移転し、大日本帝国の国防の中心地となった。また、このように陸軍中枢が集積していたこの地を「市ヶ谷台」とも通称していた。
戦後、極東国際軍事裁判（「東京裁判」）が旧陸士大講堂で行われた。以降この地は現在まで自衛隊の陸上・海上・航空それぞれの駐屯地・基地として用いられた。また2000年になると、旧防衛庁が赤坂から当地に移転し、2007年には防衛庁が防衛省に昇格するなど防衛省市ヶ谷地区の再編が行われ、日本の国防の中心地となった。
1970年、三島由紀夫が東部方面総監部本館（旧陸士本部）のバルコニーから自衛隊員に決起を促し、総監室で割腹自殺を果たした場所としても知られている（「三島事件」）。1984年に従前の町名町界を継承する形で住居表示が実施された。
2023年11月6日、市谷薬王寺町の住居表示実施に伴い、町域の一部（道路のみ）が同町へ編入。

## 世帯数と人口
2025年（令和7年）3月1日現在（新宿区発表）の世帯数と人口は以下の通りである。
- 世帯数 : 1,734世帯
- 人口 : 2,614人

### 人口の変遷
国勢調査による人口の推移。
| 年                 | 人口  |
| ------------------ | ----- |
| 1995年（平成7年）  | 1,963 |
| 2000年（平成12年） | 1,480 |
| 2005年（平成17年） | 1,815 |
| 2010年（平成22年） | 2,681 |
| 2015年（平成27年） | 2,676 |
| 2020年（令和2年）  | 2,852 |

### 世帯数の変遷
国勢調査による世帯数の推移。
| 年                 | 世帯数 |
| ------------------ | ------ |
| 1995年（平成7年）  | 677    |
| 2000年（平成12年） | 575    |
| 2005年（平成17年） | 789    |
| 2010年（平成22年） | 1,239  |
| 2015年（平成27年） | 1,282  |
| 2020年（令和2年）  | 1,277  |

## 学区
区立小・中学校に通う場合、学区は以下の通りとなる（2018年8月時点）。
| 番地      | 小学校                 | 中学校                 |
| --------- | ---------------------- | ---------------------- |
| 1～3番    | 新宿区立四谷小学校     | 新宿区立四谷中学校     |
| 7番2～3号 | 新宿区立牛込仲之小学校 | 新宿区立牛込第一中学校 |
| その他    | 新宿区立牛込仲之小学校 | 新宿区立牛込第三中学校 |

## 交通
町域内には鉄道駅はないが、東部では各線の市ケ谷駅が、西部には都営新宿線の曙橋駅及び都営大江戸線牛込柳町駅がそれぞれ利用可能な範囲にある。
都バスは、町域内に「防衛省前」「合羽坂下」「市谷仲之町交差点」の停留所がある。

## 事業所
2021年（令和3年）現在の経済センサス調査による事業所数と従業員数は以下の通りである。
- 事業所数 : 201事業所
- 従業員数 : 17,783人

### 事業者数の変遷
経済センサスによる事業所数の推移。
| 年                 | 事業者数 |
| ------------------ | -------- |
| 2016年（平成28年） | 209      |
| 2021年（令和3年）  | 201      |

### 従業員数の変遷
経済センサスによる従業員数の推移。
| 年                 | 従業員数 |
| ------------------ | -------- |
| 2016年（平成28年） | 5,469    |
| 2021年（令和3年）  | 17,783   |

## 施設
- 防衛省市ヶ谷地区・防衛省市ヶ谷庁舎
- 自衛隊東京地方協力本部（外務省子弟寮跡地[17]）
- 警視庁第五機動隊
- 警視庁特科車両隊
- 財務省財務総合政策研究所研修部[18]（2017年6月に西ケ原研修合同庁舎に移転[19]。跡地は市ヶ谷警察総合庁舎の一部となる予定。）
- 国立印刷局市ヶ谷センター（2010年12月まではお札と切手の博物館や研修施設があったが、事業仕分けにより北区王子などに移転[20]。その後、国に現物納付[21]）。跡地は防衛省F棟（防衛研究所等が入居）が建設される[22]。
- 内閣衛星情報センター
- JICA市ヶ谷ビル
  - JICA緒方研究所
- 日本学生支援機構 市谷事務所
- 中央大学 市ヶ谷キャンパス
- 高山美容専門学校
- ホテルグランドヒル市ヶ谷（防衛省共済組合市ヶ谷会館）

## 出身・ゆかりのある人物
- 守田保太郎（ラヂウム製薬社長）

## その他

### 日本郵便
- 郵便番号 : 162-0845[3]（集配局 : 牛込郵便局[23]）。